# Reitlingsgraben
Der Reitlingsgraben ist mit seinem Zufluss Cremlinger Bach ein über 5,5 km langer Zufluss der Neuen Wabe, der bei Cremlingen im Landkreis Wolfenbüttel entsteht und das Naturschutzgebiet Herzogsberge und das Landschaftsschutzgebiet Nieder- und Oberdahlumer Holz, Lagholz, Hötzumer Forst, Obersickter Holz und angrenzende Landschaftsteile in überwiegend westlicher Richtung durchfließt. Im namensgebenden Waldgebiet Reitling vereinigt er sich mit dem von Osten kommenden über 2 km langen Bockshorngraben. Der Reitlingsgraben wendet sich auf Braunschweiger Gebiet nach Norden und mündet beim Schöppenstedter Turm in die Neue Wabe.

## Geographie
Im Waldgebiet Reitling der früher als Standortübungsplatz genutzten Herzogsberge fließen mehrere Bäche zum Reitlingsgraben zusammen. Der Cremlinger Bach entspringt am Südrand von Cremlingen im Südfeld und durchfließt mäandrierend den Ort bis zum Haus der Lebenshilfe. Er verläuft weiter unterirdisch und tritt nahe der Freiwilligen Feuerwehr an die Oberfläche, strebt nach Nordwesten und ist Vorfluter der Kläranlage Cremlingen. In unmittelbarer Nähe befindet sich eine Solequelle, die in den Graben abfließt. Der anliegende Laheweg deutet auf den alternativen Bachnamen Lahebach hin. Wenige hundert Meter weiter erhebt sich nördlich der Damm der Autobahn A39 mit der Raststätte „Herzogsberge“. Der Graben umfließt den gleichnamigen Berg nördlich und wendet sich beim Heidberg und der dort gelegenen Gaststätte in geradlinigen Abschnitten nach Süden. Dort durchquert er offenes Wiesengelände, nimmt vom Herzogsberg zwei weitere Bäche auf und durchfließt ein kleines Waldstück mit den namen Reitling und Brödel. Im weiteren Verlauf durch eine Lichtung ist sein Ufer mit Erlen und anderen Hölzern gesäumt. Er wird von der ehemaligen Panzerstraße überquert und tritt in das ausgedehnte Waldgebiet der Herzogsberge ein, das ebenfalls Reitling heißt. Dort teilt er sich in kleine Teilströme auf und wieder vereint. Reitlingsgraben und Cremlinger Bach werden unter der GKZ 48288524 als ein Gewässer betrachtet.
Wenige hundert Meter weiter fließt von links der Bockshorngraben (GKZ 482885244) hinzu (). Dieser entspringt etwa zwei Kilometer weiter östlich im Obersickter Holz, das mit dem Reitling und dem namensgebenden Waldstück Bockshorn sowie dem Großen Holz zusammenhängt und auf halbem Wege zwischen Cremlingen und Sickte liegt. Der Bockshorngraben bzw. ein Zufluss verläuft teilweise mäandrierend und wird im Wald zu einem kleinen Teich aufgestaut.
Der nun unter seinem Namen geführte Reitlingsgraben verlässt das Waldgebiet nach einem Abzweig zu einem Abscheidebauwerk. Bis zum Bau der Autobahn war er überwiegend kanalartig strukturiert, als Ausgleichsmaßnahme ist er zwischen der ehemaligen Panzerwaschanlage und der Landesstraße L625 renaturiert worden: Kleine mäandrierende Abschnitte und eine abwechslungsreiche Ufervegetation sorgen für eine naturnahe Umgebung. Westlich der Landesstraße tritt er in das breite Tal der Wabe ein, das zwischen 2016 und 2019 umfangreichen Renaturierungsmaßnahmen unterzogen wurde. Im Zuge der Maßnahmen wurde eine neue Wegebrücke gebaut, ab der er früher nach Norden abknickte und Richtung Schöppenstedter Turm floss. Nun unterquert er den Weg Richtung Westen und erreicht nach etwa 100 Metern die Neue Wabe (GKZ 4828852). Diese wird vor dem Damm der Autobahn in das Bett der (Alten) Wabe geleitet. Der ursprüngliche Reitlingsgraben knickt als Alter Reitlingsgraben (GKZ 482886) an der Wegebrücke als kleiner Feldgraben nach Norden ab und passiert jenseits der Autobahn das Gelände des Schöppenstedter Turms. Nach Überquerung durch die Bundesstraße 1 strebt er nach einem rechtsseitigen Zufluss aus Klein Schöppenstedt auf Höhe der Buchhorst der Wabe zu.

## Geschichte

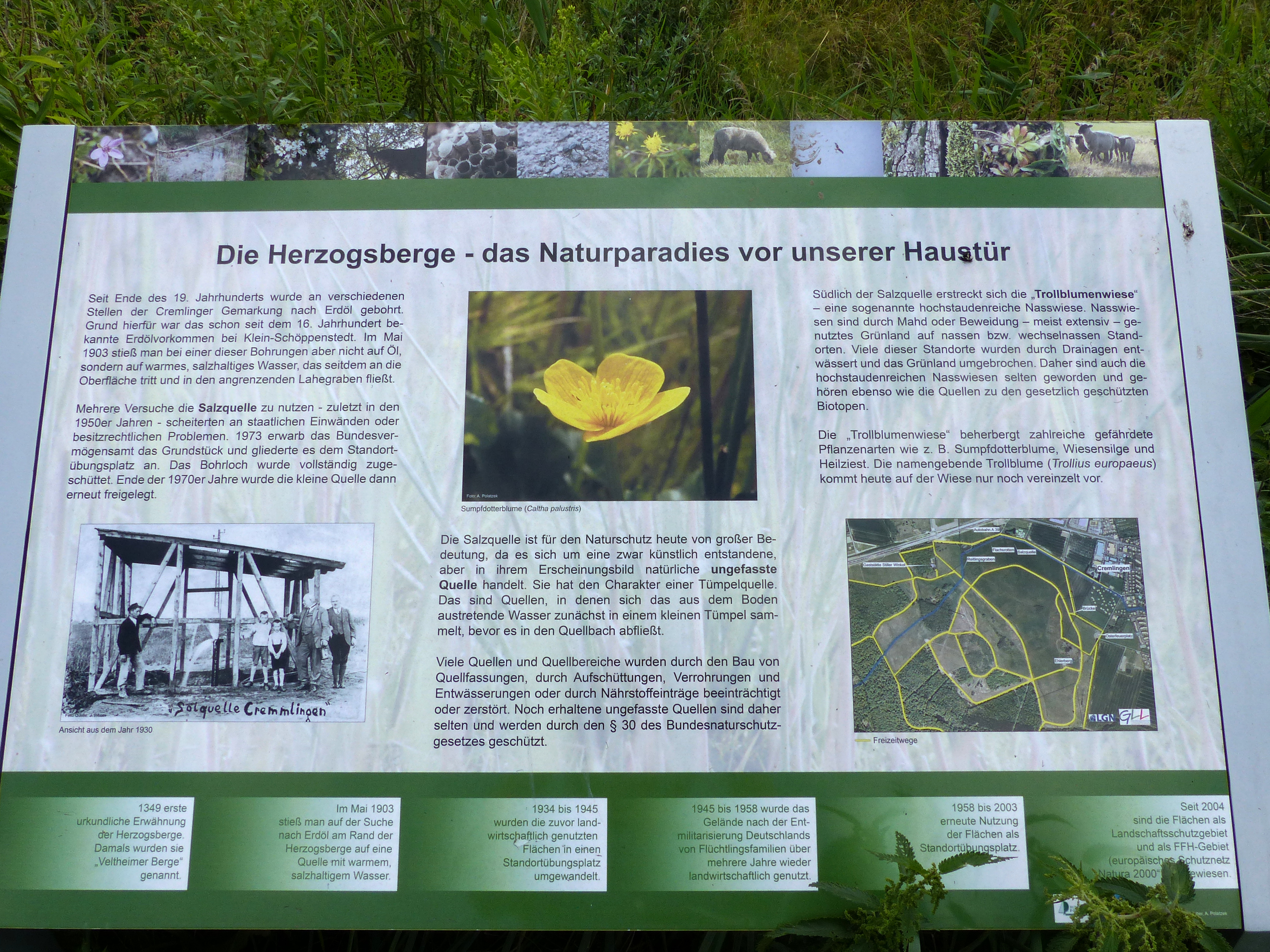
Informationstafel bei der Solequelle nahe der Kläranlage Cremlingen

### Erdölförderung
Am Ufer des Reitlingsgrabens bei der Panzerstraße befindet sich ein Gedenkstein für Johann Moritz Friedrich Koch (1769–1856), der in der Nähe um 1800 „auf dem Reitlingsanger Erdöl gewann“. Laut einer Informationstafel bei der Solequelle war das Vorhandensein von Erdöl bereits seit dem 16. Jahrhundert bekannt. Bei einer erneuten Bohrung im Jahr 1903 stieß man jedoch nicht auf Erdöl, sondern auf salzhaltiges Wasser.

### Solequelle
Die Salzquelle befindet sich nahe der Kläranlage und ist als kleiner Teich erkennbar. Diese versuchte man zuletzt in den 1950er Jahren zu nutzen, bis der Bund das Gelände erwarb und dem Standortübungsplatz angliederte. Nach einer Verfüllung wurde sie in den 1970er Jahren wieder freigelegt.

### Landschaftsschutzgebiet
Durch die Nutzung als Standortübungsplatz von 1934 bis 2003 – ausschließlich der Zeit nach dem Zweiten Weltkrieg – ist das gesamte Umfeld des Reitlingsgrabens in den Herzogsbergen insbesondere im Waldgebiet weitgehend naturbelassen geblieben. Die Ausweisung als Landschaftsschutzgebiet erfolgte bereits 1938. Aktuell weisen mehrere Informationstafeln auf die Besonderheiten von Flora und Fauna hin.